# Llanura Central (China)

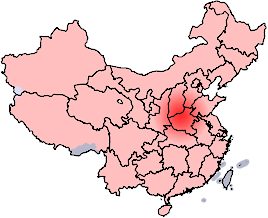
Llanura Central

La Llanura Central o Zhongyuan (chino: 中原; pinyin: Zhōngyuán) es una región sobre la cuenca baja del río Amarillo, cuna histórica de la civilización china. Forma parte de la Llanura del Norte de China.
En su sentido más restringido, la Llanura central cubre lo que modernamente es Henan, el sur de Hebei, el sureste de Shanxi y la parte occidental de Shandong. En un sentido más amplio esta llanura incluiría también los llanos de Guanzhong en Shaanxi, la parte noroccidental de Jiangsu y partes de Anhui y el norte de Hubei.
Desde el inicio de los registros históricos, la Llanura Central ha sido una región importante dentro de la civilización china. En la era anterior al período Qin, la actual Luoyang y las áreas cercanas fueron consideradas en la tradición china el "Centro del Mundo" y fue el núcleo territorial de la dinastía Xia, localizada alrededor de Songshan y la cuenca del río Yi-Luo.
Algunas inscripciones sobre objetos de bronce procedentes de esta región contienen menciones a los 'Reinos centrales' (Zhongguo), 'Reinos del este' o 'Reinos del sur'. Esto sugiere que la Llanura Central, que era referida como los 'Reinos del centro', habrían ocupado el centro del mundo en la cosmovisión china.